# Mysimenzies borealis
Mysimenzies borealis is een aasgarnalensoort uit de familie van de Mysidae. De wetenschappelijke naam van de soort is voor het eerst geldig gepubliceerd in 2009 door Fukuoka.